# 마키노 게이스케
마키노 게이스케(일본어: 牧野 景輔, 1969년 4월 11일 ~ )는 일본의 전 축구 선수이다.

## 구단 경력
1988년 일본 사커 리그의 후루카와 전공(제프 유나이티드 이치하라)에 입단했다. 1993년까지 37경기에 출전하여, 11득점을 넣었다. 1994년 재팬 풋볼 리그의 세레소 오사카로 이적했다. 1994년 재팬 풋볼 리그 우승으로 J1리그로 승격했다. 1995년후 현역 은퇴.